# Gran Premio Industrie del Marmo

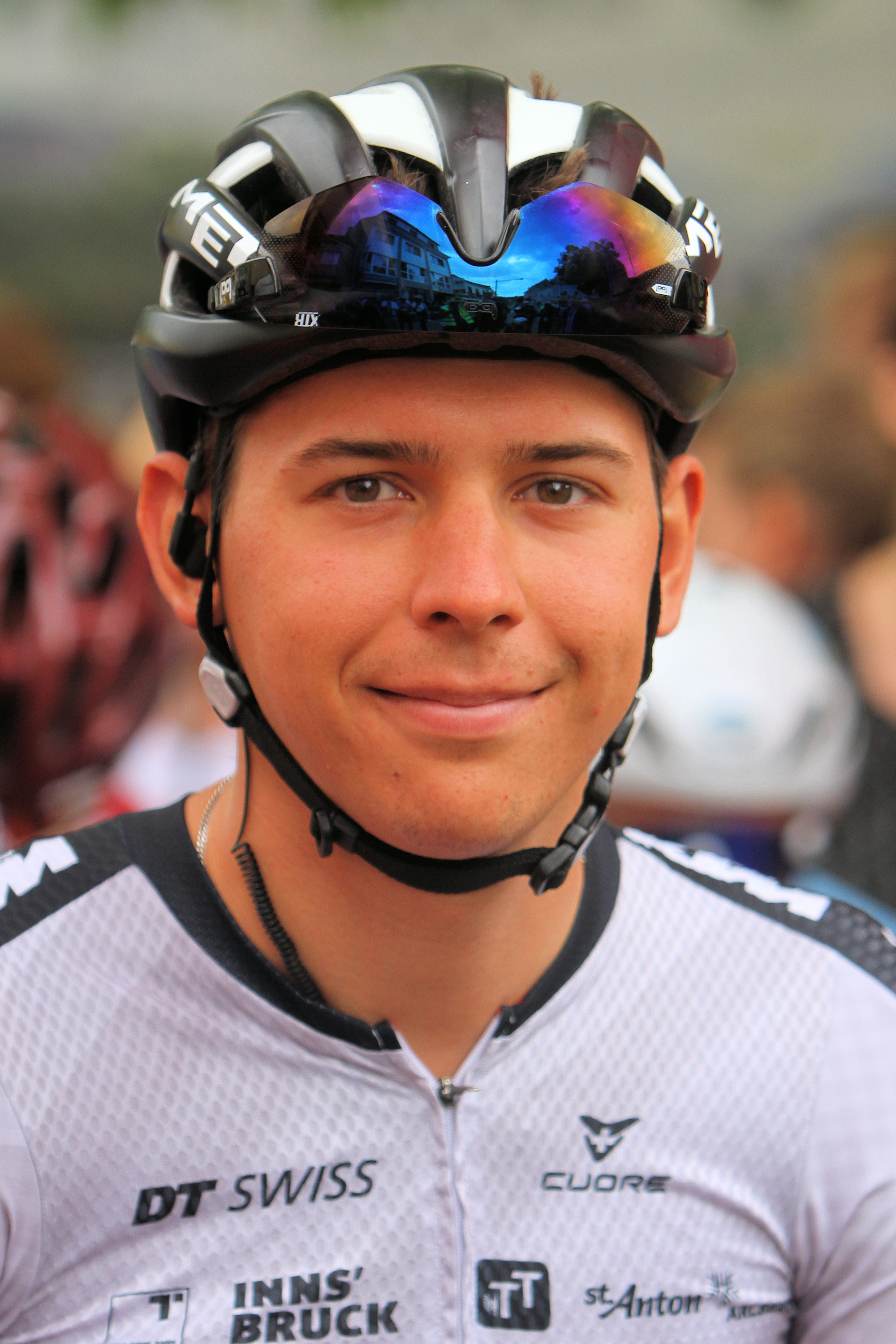
winnaar 2019: Patrick Gamper

De Gran Premio Industrie del Marmo is een Italiaanse wielerwedstrijd die jaarlijks wordt verreden in Carrara, in de provincie Massa-Carrara (Toscane). 
De eerste editie in 1988 werd gewonnen door de Italiaan Davide Perona. Sinds 2005 maakt de koers onderdeel uit van de UCI Europe Tour met een classificatie van 1.2. Anno 2023 zijn er nog geen Belgische of Nederlandse eindoverwinnaars.

## Lijst van winnaars

### Meervoudige winnaars
| Overwinningen | Renner        | Land     | Jaren      |
| ------------- | ------------- | -------- | ---------- |
| 2             | Matej Mugerli | Slovenië | 2004, 2014 |

### Overwinningen per land
| Overwinningen | Land                                   |
| ------------- | -------------------------------------- |
| 26            | Italië                                 |
| 2             | Australië, Brazilië, Rusland, Slovenië |
| 1             | Oostenrijk                             |

2005 · 
2006 · 
2007 · 
2008 · 
2009 · 
2010 · 
2011 · 
2012 · 
2013 · 
2014 · 
2015 · 
2016 · 
2017 ·
2018 ·
2019 ·
2020 ·
2021 ·
2022 ·
2023 ·
2024 ·
2025
Belangrijkste etappewedstrijden

Internationaal Wegcriterium · Driedaagse Brugge-De Panne · Ronde van de Alpen · Vierdaagse van Duinkerke · Ronde van Beieren · Ronde van Noorwegen · Ronde van België · Ronde van Luxemburg · Ronde van Oostenrijk · Ronde van Wallonië · Ronde van Burgos · Ronde van Denemarken · Arctic Race of Norway · Ronde van Groot-Brittannië
Belangrijkste eendaagse wedstrijden

Trofeo Laigueglia · GP Lugano · GP Nobili Rubinetterie · Dwars door Vlaanderen · Scheldeprijs · Brabantse Pijl · GP Kanton Aargau · Brussels Cycling Classic · GP Fourmies · Primus Classic Impanis-Van Petegem · Ronde van de Drie Valleien · Milaan-Turijn · Ronde van Piemonte · Ronde van het Münsterland · Ronde van Emilia · Parijs-Tours · GP Bruno Beghelli